# Ельгі
Ельгі (якут. Эльгэ) — річка в Росії, ліва притока Індигірки. Протікає територією Якутії.
Довжина — 394 км, площа водозбірного басейну — 68 200 км². Утворюється при злитті річок Дєгдег і Као, тече Ельгінським плоскогір'ям. Живлення дощове і снігове. Повінь із червня до середини вересня. Середньорічна витрата води за 42 км від гирла — 106 м³/с. Замерзає в жовтні, скресає наприкінці травня — початку червня.
За даними державного водного реєстру Росії належить до Ленського басейнового округу.